# Winchester (New Hampshire)
Pour les articles homonymes, voir Winchester.
Winchester est une municipalité américaine située dans le comté de Cheshire au New Hampshire. Selon le recensement de 2010, sa population est de 4 341 habitants, dont 1 733 à Winchester CDP.

## Géographie
La municipalité s'étend sur 55,51 milles carrés (143,77 km2), dont 54,96 milles carrés (142,35 km2) d'étendues d'eau.

## Histoire
D'abord appelée Arlington, la localité devient une municipalité en 1753 sous le nom de Winchester. Elle doit probablement son nom à Charles Powlett, marquis de Winchester.

## Personnalité liée à la municipalité
- Marshall Jewell, gouverneur du Connecticut, né à Winchester
- Leonard Wood, chef d’état-major de l’armée des États-Unis